# Zielony szlak spacerowy Kielce, ul. Zamkowa – Bukówka
 Zielony szlak spacerowy Kielce, ul. Zamkowa – Bukówka – szlak turystyczny w Kielcach.

## Przebieg szlaku
| Odległość | Atrakcje | Punkt                                    | Skrzyżowania szlaków                                         |
| --------- | -------- | ---------------------------------------- | ------------------------------------------------------------ |
| 0,0 km    |          | Kielce, ul. Zamkowa                      | Szlak miejski w Kielcach Kielce, ul. Zamkowa – Stadion Leśny |
|           |          | park miejski                             |                                                              |
|           |          | Skwer Harcerski im. Szarych Szeregów     | Szlak miejski w Kielcach                                     |
|           |          | ul. Gagarina                             | Szlak miejski w Kielcach Kielce, ul. Zamkowa – Stadion Leśny |
|           |          | ul. Mała Zgoda                           |                                                              |
|           |          | ul. Zgoda (Muzeum Geologiczne)           |                                                              |
|           |          | ul. Wojska Polskiego, rezerwat Wietrznia |                                                              |
| 6,0 km    |          | Bukówka MPK                              | Chęciny – Łagów Szlak spacerowy wokół Kielc                  |